# Puerto de los Botes
Puerto de los Botes es una localidad uruguaya del departamento de Rocha.

## Ubicación
La localidad se encuentra situada en la zona sur del departamento de Rocha, junto al arroyo de Rocha, al sur de la ciudad de Rocha y al este de La Ribiera.

## Población
Según el censo de 2011 la localidad contaba con una población de 21 habitantes.
| 18            | 21 |
| (Fuente: INE) |    |